# Ivica Olić
Ivica Olić, né le 14 septembre 1979 à Davor en Yougoslavie (aujourd'hui en Croatie), est un footballeur international croate ayant évolué au poste d'attaquant.

## Biographie

### Débuts professionnels
Ivica Olić commence sa carrière à 17 ans en 1996 avec le NK Marsonia. 
Il effectue un essai à 19 ans en France, au FC Nantes, mais le club de Loire-Atlantique ne le retiendra pas pour cause de niveau insuffisant puis rejoint en 1998 le club allemand du Hertha Berlin où il porte le numéro 31. N'ayant pas réussi à s'imposer (il ne joue que deux matchs et ne marque pas), il retourne à son club d'origine mais rejoint par la suite les clubs de l'élite croate en signant avec le NK Zagreb puis avec le Dinamo Zagreb.

### CSKA Moscou
Il repart de nouveau en 2003 mais cette fois avec l'élite de Championnat de Russie de football pour le CSKA Moscou. Olić remporte en 2005 la prestigieuse Coupe de l'UEFA avec son club, après une victoire en finale contre le Sporting Lisbonne ainsi que le titre de Champion de Russie la même année.  Avec 44 buts, il égale le nombre de réalisation de Jô pour le CSKA Moscou.

### Hambourg SV
Ivica Olić quitte la Russie à la pause hivernale de la saison 2006-2007, et passe au Hambourg SV pour un transfert total de près de deux millions d'euros où il signe un contrat jusqu'au 30 juin 2009. Il aura là le numéro 11 anciennement porté par Benjamin Lauth transféré la même année au VfB Stuttgart. Il devient le premier joueur de l'histoire de Hambourg SV à réaliser un hat-trick en championnat contre Stuttgart lors de la 10e journée de la saison 2007-2008.
En  novembre 2007, il est élu meilleur joueur du mois d'octobre.

### Bayern Munich
Au début de l'année 2009, il signe un contrat avec le Bayern Munich pour une durée de trois ans.
Destiné au premier abord à être un remplaçant de luxe derrière Luca Toni, Miroslav Klose et surtout la recrue Mario Gómez, Olic va s'imposer comme titulaire progressivement. Il se distingue particulièrement en Ligue des champions, inscrivant notamment deux buts face à Manchester United en quarts de finale.
Le 27 avril 2010, lors du match retour de la demi-finale de Ligue des champions qui oppose son club à l'Olympique lyonnais, il réussit l'exploit de marquer trois buts, contribuant grandement à la qualification de son équipe.
Souffrant du ménisque et d'un cartilage du genou gauche, Olic doit se faire opérer en novembre 2010. Cette intervention lui fait rater l'ensemble de la saison 2010-2011.
De retour pour le début de saison 2011-2012, Olic se blesse à nouveau peu après son entrée sur la pelouse lors de la 3e journée qui voit la victoire du Bayern Munich sur Hambourg SV par 5-0. À noter qu'avant de sortir pour blessure, le Croate inscrit un joli but de la tête.
À l'issue de la phase aller de la Bundesliga 2011-2012, l'attaquant croate, incapable de récupérer sa place de titulaire face à un Mario Gómez en état de grâce, annonce sa volonté de quitter la Bavière lors de la trêve hivernale, son contrat expirant en juin 2012. Il est sévèrement remis à sa place par les dirigeants bavarois qui comptent sur lui jusqu'à la fin de la saison.

### Vfl Wolfsburg
Le 26 avril 2012, il s'engage pour une durée de deux ans avec le VfL Wolfsburg, le transfert prenant effet à l'ouverture du marché des transferts le 1er juillet.
Le 9 mars 2013, Ivica Olić réalise son premier doublé pour Wolfsburg, en championnat contre le SC Fribourg. Il délivre également une passe décisive ce jour-là, et contribue à la large victoire de son équipe (2-5 score final).
Le 24 juin 2017, il annonce qu'il met un terme à sa carrière de joueur professionnel.

### En équipe nationale
Il reçoit sa première cape en février 2002 à l'occasion d’un match contre l'équipe de Bulgarie.
Il est membre de son équipe nationale et joue lors de la Coupe du monde de football de 2002 qui se déroule au Japon et en Corée du Sud dans le Groupe G. Il marque finalement un but en deux sélections (face à l'Italie) mais son équipe est éliminé dès le 1er tour avec seulement 3 points.
À la fin de sa première saison à Moscou, il est de nouveau dans l'équipe nationale croate pour l'Euro 2004 organisé au Portugal mais une fois de plus, les croates sont éliminés dès le 1er tour.
Pour l'année 2006, il participe à la Coupe du monde de football de 2006 en Allemagne.
Le sélectionneur de l'équipe de Croatie, Slaven Bilić, le retient parmi l'effectif de vingt-trois joueurs appelé à participer à l'Euro 2008. Le 12 juin 2008, Olić marque, à la 63e minute, le deuxième des deux buts de l'équipe croate victorieuse, sur le score de 2-1, de l'équipe d'Allemagne et ainsi qualifiée pour les quarts de finale du championnat européen.
Le 2 juin 2012, Ivica Olić se blesse contre la Norvège et doit déclarer forfait pour l'Euro 2012. Il est remplacé par Nikola Kalinić. En mars 2016, il annonce qu'il met un terme à sa carrière internationale.
Il dispute finalement sa dernière compétition durant la Coupe du monde 2014, compétition durant laquelle il inscrit un but face au Cameroun lors du deuxième match de poules. 

## Palmarès
NK Zagreb
- Champion de Croatie en 2002.

 Dinamo Zagreb
- Champion de Croatie en 2003.
- Vainqueur de la Supercoupe de Croatie en 2003.

 CSKA Moscou
- Vainqueur de la Coupe UEFA en 2005.
- Champion de Russie en 2003, 2005 et 2006.
- Vainqueur de la Coupe de Russie en 2005 et 2006.
- Vainqueur de la Supercoupe de Russie en 2004 et 2006.

 Bayern Munich
- Champion d'Allemagne en 2010
- Vainqueur de la Coupe d'Allemagne en 2010
- Vainqueur de la Supercoupe d'Allemagne en 2010.
- Finaliste de la Ligue des champions en 2010 et 2012

 VfL Wolfsburg
- Vainqueur de la Coupe d'Allemagne en 2015

Distinctions personnelles
- Meilleur buteur du championnat de Croatie en 2002 et 2003.
- Meilleur joueur croate de l'année en 2009 et 2010.
- Meilleur footballeur de l'année du championnat croate en 2002 et 2003.
- Co-meilleur buteur de la Coupe d'Allemagne en 2009 (6 buts)